# Kasteel van Sedan

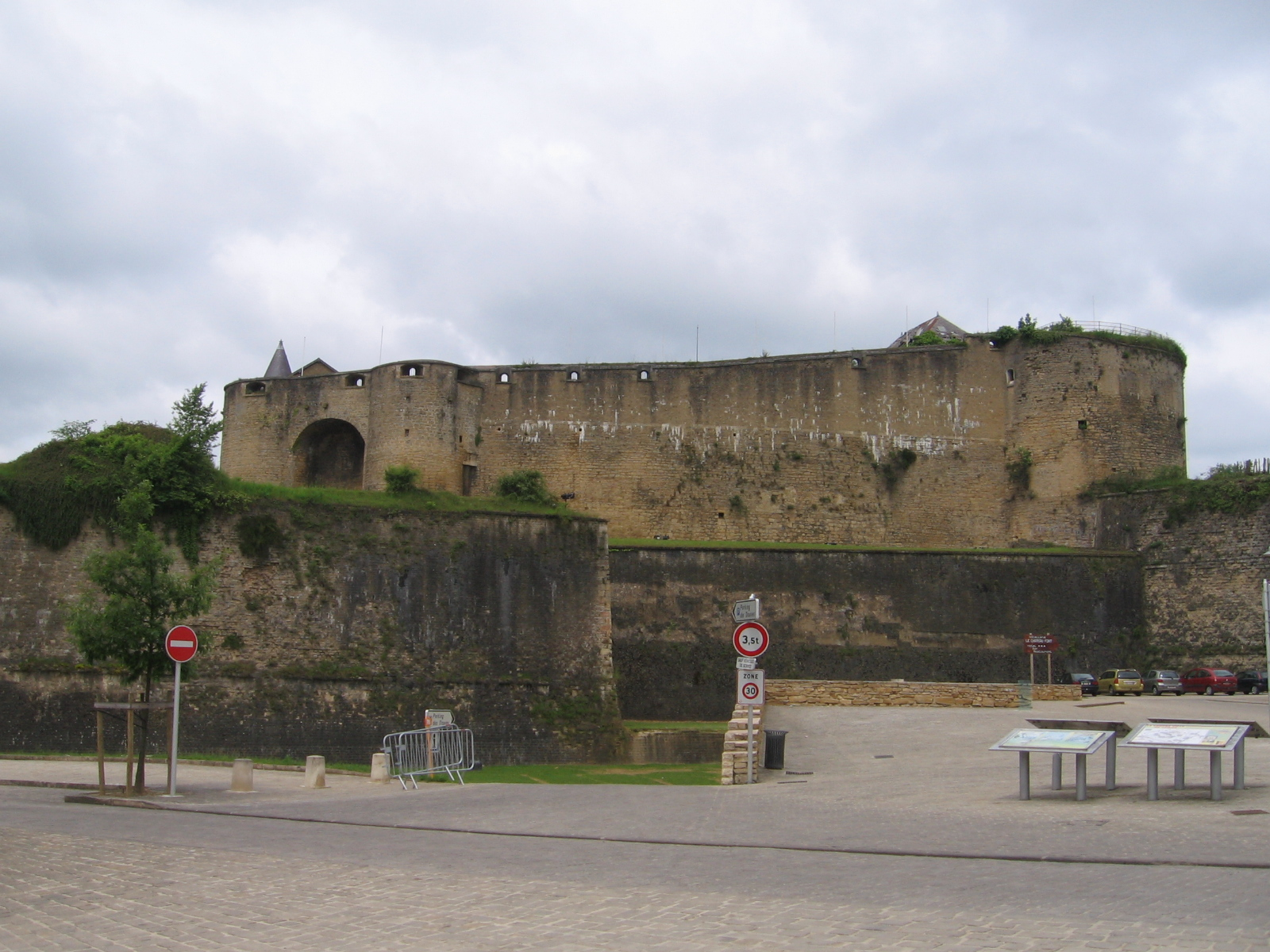
Kasteel van Sedan

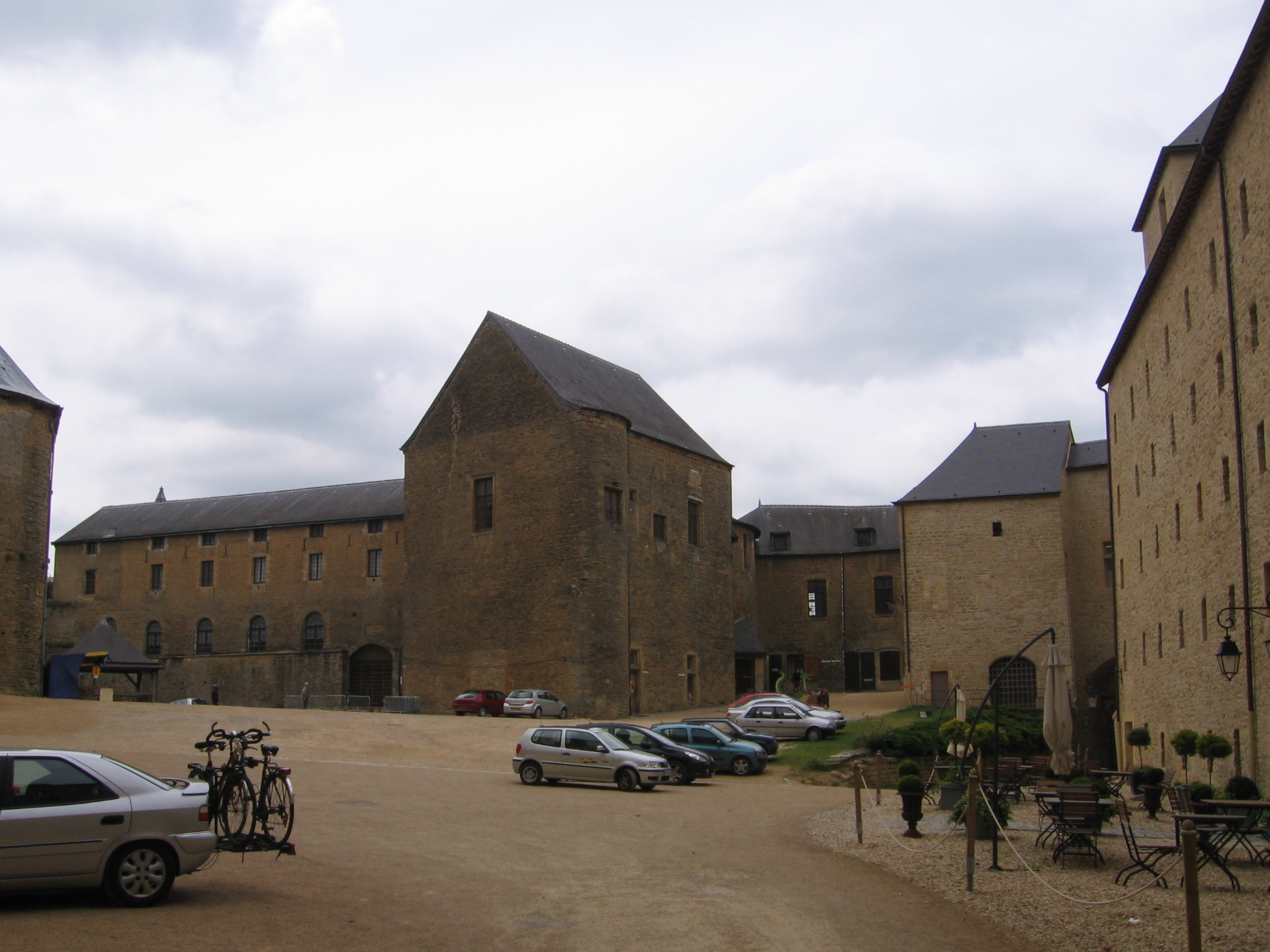
Binnenplaats

Het Kasteel van Sedan (Frans: Château fort de Sedan) in de Noord-Franse stad Sedan in het departement Ardennes in de regio Grand Est is een van de grootste burchten van middeleeuwse oorsprong van Europa met een oppervlakte van 35.000m2 op zeven niveaus. Het is het enige overblijfsel van de voormalige fortificaties in en rond de stad. In 1870 (de nederlaag in de Frans-Duitse Oorlog) werden de meeste verdedigingswerken vernietigd, behalve het kasteel.

## Geschiedenis
Aan de oorsprong ligt een priorij van benedictijnen die vermeld werd in 1306 maar mogelijk teruggaat tot het midden van de 11e eeuw. Deze priorij hing af van de Abdij van Mouzon. Évrard II de La Marck-Arenberg werd eigenaar van de site vanaf 1424 en bouwde rond de priorij en kerk Saint-Martin een driehoekige versterkte burcht op een heuvel van 200 meter. Zoon Jean I de La Marck bouwde hem verder uit als versterking. Vooral Robert II de La Marck, de kleinzoon van Jean, voegde begin 16de eeuw nog belangrijke versterkingen en moderniseringen toe. In het tweede deel van de 16de eeuw kwamen er nog bastions bij. De volgende eeuwen werd het verder uitgebouwd en aangepast om artilleriebeschietingen te weerstaan. Het kasteel werd omgevormd tot een vestingwerk en onderkomen voor een garnizoen.  
Het kasteel was de verblijfplaats van de heren, later prinsen van Sedan die ook hertog van Bouillon waren. In 1611 liet Hendrik van Bouillon de voorburcht, waar de wijk quartier du Moulin was ontstaan, slopen en het Palais des Princes bouwen als nieuwe residentie. In 1650 werd het prinsdom Sedan aangehecht bij Frankrijk en kwam er een gouverneur voor Frankrijk aan het hoofd van het prinsdom Sedan.
In 1699 liet Vauban aanpassingswerken uitvoeren afgestemd op de nieuwere artillerie.
In 1962 kocht de gemeente Sedan het kasteel aan voor een symbolische franc. In 1965 werd het kasteel beschermd als historisch monument.
In 1995 werd het kasteel opengesteld voor het publiek met een museum en in 2004 werden een hotel en een restaurant geopend in het kasteel.

## Beschrijving
Het kasteel heeft zeven verdiepingen en de dikste muren zijn tot 27 meter breed.
Twee ronde torens gebouwd rond 1430 deden dienst als poort van het kasteel. Tegen deze torens was de thans verdwenen kerk van het kasteel gebouwd.
De prinselijke vertrekken werden gebouwd vanaf 1530 en hebben een lengte van 105 m. Na 1614 namen de prinsen van Sedan het comfortabelere Palais des Princes in de voorburcht in gebruik. In dezelfde bouwperiode (1530) werd het renaissancepaviljoen gebouwd naar plannen van Philibert Delorme. Dit paviljoen is versierd met Toscaanse pilaren en vormt de ingang van het museum.
Rond het kasteel liggen vier bastions: in het noorden het Bastion Fourchu, in het oosten het Bastion du Gouverneur, in het zuiden het Bastion des Dames en in het westen het Bastion du Roy.